# Rivière du Peuplier
La rivière du Peuplier est un affluent de la rive est de la baie James. Cette rivière coule vers l'ouest dans le territoire non organisé 99922 (toponyme non encore déterminé) à partir des environs de la frontière de ce territoire et de la municipalité d'Eeyou Istchee Baie-James, dans la région administrative du Nord-du-Québec, au Québec, au Canada.

## Géographie
La rivière du Peuplier prend sa source à 166 m d'altitude d'un ensemble de ruisseaux drainant plusieurs petites zones de marais. La rivière descend vers le sud-ouest en traversant les lacs Kaychikwapichu et Wapistan, puis va drainer au passage le lac Namewakami.
La rivière coule en parallèle, entre la rivière du Vieux Comptoir (qui coule au sud) et la rivière Maquatua (qui coule au nord). Son embouchure est située à environ 25 kilomètres au sud du village de Wemindji.

## Toponymie
Le mot peuplier origine du mot « peuple » dans l'ancien français, qui est une traduction du mot populus en latin. Ce mot identifie un grand arbre de la famille des salicacées. Six espèces de peupliers poussent sur le territoire québécois. Cet arbre pousse particulièrement dans l'ouest du Québec jusqu'au lac Saint-Pierre. Son tronc droit, presque cylindrique permet généralement à l'arbre de grandir jusqu'à 35 mètres de hauteur. Il s'avère la seule espèce de feuillus pouvant être plantée avec succès dans des régions septentrionales comme l'Abitibi, le Saguenay-Lac-Saint-Jean ou la Côte-Nord. La rivière était appelée rivière Poplar auparavant.
Le toponyme rivière du Peuplier a été officialisé le 5 décembre 1968 à la Banque des noms de lieux de la Commission de toponymie du Québec.